# Killing Joe
Killing Joe (frei übersetzt mörderischer oder auch urkomischer Joe) ist ein britischer Kurzfilm von Mehdi Norowzian aus dem Jahr 1999, der für einen Oscar nominiert war. 

## Inhalt
Im Jahr 1963 lebt der 13-jährige Joe Kelly in seiner Heimat England. Seine Initialen JFK teilt er mit dem Präsidenten der Vereinigten Staaten John F. Kennedy, von dem Joe fasziniert ist.
Joe verliebt sich in Jackie, eine um einiges ältere Frau im Gegensatz zu ihm, die allerdings mit seinem älteren Bruder Craig zusammen ist. Dieser legt oft ein fieses Verhalten an den Tag und ist zudem ziemlich trottelig. Joe ist sich zwar bewusst, dass der Altersunterschied zwischen ihm und der Frau, in die er sich verliebt hat, zu groß ist, weshalb sie nie zusammenkommen werden – verliebt ist er aber trotzdem! Dass Joe in einer intakten Familie lebt und ein schönes Zuhause hat, kommt ihm in diesem für ihn schwierigen Lebensabschnitt zugute.
Als im November 1963 das Attentat auf Kennedy verübt wird, das der 35. Präsident der Vereinigten Staaten von Amerika nicht überlebt, ist Joe am Boden zerstört.

## Produktionsnotizen, Veröffentlichung
Produziert wurde der Film von Joy Films und Chelsea Pictures, vertrieben von Atom Films. Dem Film stand ein geschätztes Budget von 100.000 £ zur Verfügung.
Der Film wurde erstmals im April 1999 auf dem WorldFest Houston in den Vereinigten Staaten veröffentlicht. Am 14. Juni 1999 wurde er auf dem Atlanta Film Festival vorgestellt und im Oktober 1999 auf dem AFI Los Angeles International Film Festival. Weitere Veröffentlichungen erfolgten am 21. Oktober 1999 auf dem Virginia Film Festival und am 13. Mai 2000 auf Peachtree International Film Society.

## Auszeichnungen
- Atlanta Film Festival 1999: Jury Award für Mehdi Norowzian in der Kategorie „Beste Erzählung“
- Oscarverleihung 2000: Mehdi Norowzian und Steve Wax, nominiert für den Oscar in der Kategorie „Bester Kurzfilm (Live Action)“[1]